# Antonio Abati
Antonio Abati (Gubbio, XVII. század eleje – Senigallia, 1667. október), olasz író.

## Életpályája
Életéről kevés információ maradt fenn. Első műve, a Ragguagli di Parnaso contro i poetastri e partigiani delle nazioni (1631, Róma) az irodalom hanyatlásáról szól, és az uralkodó rossz ízlését támadja. A római Accademia degli Umoristi tagja volt. 1634 és 1638 között Viterbóban élt, ahol ismeretséget kötött Salvator Rosával, szatirikus költő és festővel. 1638-ban Milánóba költözött, onnan Bécsbe jutott, ahol 1640-ben a főherceg, majd I. Lipót, német-római császár udvari költője lett. 1644-ben hagyta el tisztségét, Hollandiába és Franciaországba utazott, az utazás alatt szerzett élményeit Il viaggio című szatírájában örökítette meg. Ismertebbek voltak azonban Delle frascherie, fasci tre címen összegyűjtött könnyed szatirikus prózái és versei, melyeket 1651-ben Velencében írt. Ebben a művében is említést tesz a kor irodalmi irányzatairól és szokásairól. E műve azért is jelentős, mert nagy befolyással bíró forrása volt Salvator Rosára, aki elsősorban Abati La guerra és Pegasino szatíráit imitálta. 1660-ban írta meg Il consiglio degli dei zenés drámát.

Fabio Chigi bíboros támogatásának köszönhetően Grotte, Frascati és Recanati tartományok vezetője lett, végül utolsó éveiben Senigalliába vonult vissza, „La Stelletta” nevű birtokára, amit a toszkánai nagyhercegnőtől, Vittoria della Roverétől kapott ajándékba. Halála után, 1671-ben, Bolognában adták ki verseit Poesie Postume címmel.

## Művei
- 1631 – Ragguagli di Parnaso contro i poetastri e partigiani delle nazioni
- 1651 – Delle frascherie, fasci tre
- 1660 – Il consiglio degli dei
- Il viaggio
- La guerra
- Pegasino

## Fordítás
- Ez a szócikk részben vagy egészben  az   Antonio Abati című olasz Wikipédia-szócikk ezen változatának fordításán alapul.  Az eredeti cikk szerkesztőit annak laptörténete sorolja fel. Ez a jelzés csupán a megfogalmazás eredetét és a szerzői jogokat jelzi, nem szolgál a cikkben szereplő információk forrásmegjelöléseként.

1. ↑  Német Nemzeti Könyvtár: Integrált katalógustár (Németország) (német nyelven). Integrált katalógustár (Németország) . (Hozzáférés: 2015. március 29.)
2. ↑  ABATI, Antonio (olasz nyelven). Dizionario Biografico degli Italiani , 1960